# Javier López Vallejo
Javier López Vallejo, né le 22 septembre 1975 à Pampelune, est un footballeur espagnol qui évolue au poste de gardien de but.

## Carrière
Natif de Pampelune, López Vallejo intègre les équipes de jeunes de l'Osasuna Pampelune. En 1991, il participe au championnat d'Europe des moins de 16 ans avec la sélection espagnole, remportant la compétition. Quelques semaines plus tard, López Vallejo participe à la Coupe du monde des moins de 17 ans et va jusqu'en finale avec l'Espagne où il s'incline face au Ghana.
Le 15 mai 1994, il fait ses débuts professionnels, le 14 mai 1994, face au Real Sporting de Gijón. Osasuna termine bon dernier. Pour la saison 1995-1996, en deuxième division, il devient titulaire et reste à ce poste pendant quatre saisons. 
López Vallejo signe, en 1999, au Villarreal CF et termine au troisième rang en 2000, permettant au club de remonter en première division. Pour le gardien, c'est la première fois qu'il va évoluer au plus haut niveau. Néanmoins, avec l'arrivée de José Manuel Reina, il est relégué au rang de doublure. Il remporte la Coupe Intertoto à deux reprises et se hisse en demi-finale de la Coupe UEFA 2003-2004, sans jouer. 
Après une année de prêt au Recreativo de Huelva, il signe au Real Saragosse. Sa première saison dans cette nouvelle équipe se conclut par la relégation en deuxième division. Cependant, l'équipe retourne parmi l'élite du football espagnol en terminant deuxième du championnat 2008-2009. López Vallejo termine sa carrière en Grèce et y met un terme en 2011.

## Palmarès
- Vainqueur du championnat d'Europe des moins de 16 ans 1991 avec l'équipe d'Espagne
- Finaliste de la coupe du monde des moins de 17 ans 1991 avec l'équipe d'Espagne
- Vainqueur de la Coupe Intertoto en 2003 et 2004 avec le Villarreal CF